# Sphenomorphus dussumieri
Sphenomorphus dussumieri — вид сцинкоподібних ящірок родини сцинкових (Scincidae). Ендемік Індії.

## Поширення і екологія
Sphenomorphus dussumieri мешкають в Західних Гатах на південному заході Індії, в штатах Керала і Тамілнад. Вони живуть у вологих тропічних лісах, на висоті від 15 до 500 м над рівнем моря.